# 2039
2039 (MMXXXIX) bude běžný rok začínající v gregoriánském kalendáři v sobotu 1. ledna. Bude to 39. rok 3. tisíciletí, 39. rok 21. století, 9. rok 4. desetiletí (tohoto 21. století).

## Očekávané události
- 21. června – Z území Česka bude pozorovatelné částečné zatmění Slunce.[1]
- 7. listopadu – Přechod Merkuru.[2]

## Výročí událostí
- 14. března – Sto let od počátku německé okupace Čech, Moravy a Slezska.
- 1. dubna – Sto let od ukončení španělské občanské války.
- 1. září – Sto let od počátku druhé světové války.